# Scopula nigrodiscalis
Scopula nigrodiscalis är en fjärilsart som beskrevs av George Duryea Hulst 1898. Scopula nigrodiscalis ingår i släktet Scopula och familjen mätare. Inga underarter finns listade.